# Euphyia stereozona
Euphyia stereozona là một loài bướm đêm trong họ Geometridae.